# رقية الموصلية
رقية الموصلية، عابدة من عابدات الموصل كانت تقول: «تفقهوا في مذاهب الإخلاص ولاتفقهوا فيما يوديكم إلى الركوب على القلاص». وقالت: «حرام على قلب فيه رهبانية المخلوقين أن يتذوق حلاوة الإيمان». «شغلوا ملوكهم بالدنيا عن الله ولو تركوها لجالت في الملكوت ورجعت إليهم بطرف الفوائد». «إني لأحب ربي حباً شديداً فلو أمر بي إلى النار ما وجدت للنار حرارة مع حبه، ولو أمر بي إلى الجنة لما وجدت للجنة لذة مع حبه، لأن حبه هو الغالب علي».